# Pseudiglyphus
Pseudiglyphus is een geslacht van vliesvleugeligen uit de familie Eulophidae. De wetenschappelijke naam van dit geslacht is voor het eerst geldig gepubliceerd in 1915 door Girault.

## Soorten
Het geslacht Pseudiglyphus omvat de volgende soorten:
- Pseudiglyphus grotiusi Girault, 1915
- Pseudiglyphus orientalis Khan, Agnihotri & Sushil, 2005